# 基輔省
基輔省（羅馬化：Kiyevskaya Guberniya，羅馬化：Kyivska huberniia）是俄羅斯帝國的一個省，範圍大致包括烏克蘭北部的基輔州和切爾卡瑟州第聶伯河西岸的部分。面積50,579平方公里，1897年人口3,559,229人。首府基輔。
1708年建省，是最早的八個省之一。1832年起受基輔總督區管轄。1925年被撤銷。

## 外部連結
- Shcherbina, V. Kiev voivodes, governors, and general governors from 1654 to 1775 (Кіевскіе воеводы, губернаторы и генералъ-губернаторы отъ 1654 по 1775 г.) （页面存档备份，存于）. "Chtenia v istoricheskom obshchestve Nestora Letopistsa". Kiev 1892.